# ويليام ر. ستيوارت
ويليام ر. ستيوارت (بالإنجليزية: William R. Stewart)‏ هو محامي أمريكي، ولد في 29 أكتوبر 1864 في نيو كاسل في الولايات المتحدة، وتوفي في 5 أبريل 1958 في يونغزتاون في الولايات المتحدة.